# Serdal Çelebi
Serdal Çelebi (* Mai 1984) ist ein deutsch-türkischer Blindenfußballspieler, der für den FC St. Pauli in der Blindenfußball-Bundesliga aktiv ist. Größere Bekanntheit erlangte Çelebi, als er im August 2018 als erster Blindenfußballspieler das Tor des Monats erzielte.

## Leben
Çelebi wuchs in dem kleinen Ort Çakan in den Kurdengebieten im Osten der Türkei auf. Als er ein Kind war, wanderte sein Vater nach Hamburg aus. 1995 wurde Çelebis Familie im Konflikt zwischen der Republik Türkei und der PKK in das nahe gelegene Karakoçan vertrieben. Mit acht Jahren wurden Çelebis Probleme mit dem Sehen zunehmend größer. Nach einer ersten Operation holte ihn sein Vater zu sich nach Hamburg, um ihm eine bessere Behandlung zu ermöglichen. Aufgrund einer Netzhautablösung erblindete Çelebi jedoch im Alter von 13 Jahren. Später schloss er zunächst in Hamburg ein Praktikum als Bürstenbinder ab. Anschließend absolvierte Çelebi in Nürnberg eine Ausbildung zum Masseur und medizinischen Bademeister sowie zum Physiotherapeuten und kehrte nach Hamburg zurück, wo er seit 2008 als Physiotherapeut arbeitet. 2009 begann er beim FC St. Pauli mit dem Blindenfußball und wurde 2017 deutscher Meister. Zudem wurde er auch in den Jahren 2021, 2022 sowie 2024 deutscher Meister. Ab 2014 spielte Çelebi in der deutschen Nationalmannschaft, mit der er im selben Jahr an der Weltmeisterschaft in Japan teilnahm. 2015 trat Çelebi aus privaten Gründen aus der Nationalmannschaft zurück.
Am 25. August 2018 erzielte Çelebi bei der 1:2-Niederlage im Finale der deutschen Meisterschaft im Blindenfußball gegen den MTV Stuttgart den einzigen Treffer seiner Mannschaft. Dabei hatte er sich über den rechten Flügel nach vorne gedribbelt und den Ball mit dem linken Fuß in den linken Winkel geschossen. Sein Tor wurde als erstes Tor eines Blindenfußballspielers für das Tor des Monats nominiert, was ein großes Medieninteresse hervorrief. Mit 36 Prozent der Stimmen wurde sein Tor vor denen von Marvin Plattenhardt (Hertha BSC, 35 Prozent), Mike Frantz (SC Freiburg, 13 Prozent), Kai Druschky (BSG Chemie Leipzig, neun Prozent) und Jonas Meffert (Holstein Kiel, sieben Prozent) zum Tor des Monats August gewählt. Vor und nach der endgültigen Wahl war Çelebi in verschiedenen Fernsehformaten zu Gast, etwa bei stern TV. Im November 2018 loste er das Achtelfinale des DFB-Pokals 2018/19 aus. Bei der Abstimmung zum Tor des Jahres wurde sein Treffer auf den dritten Platz gewählt.

## Erfolge
- Tor des Monats: August 2018
- Deutscher Blindenfußballmeister: 2017